# 스완지 대학교

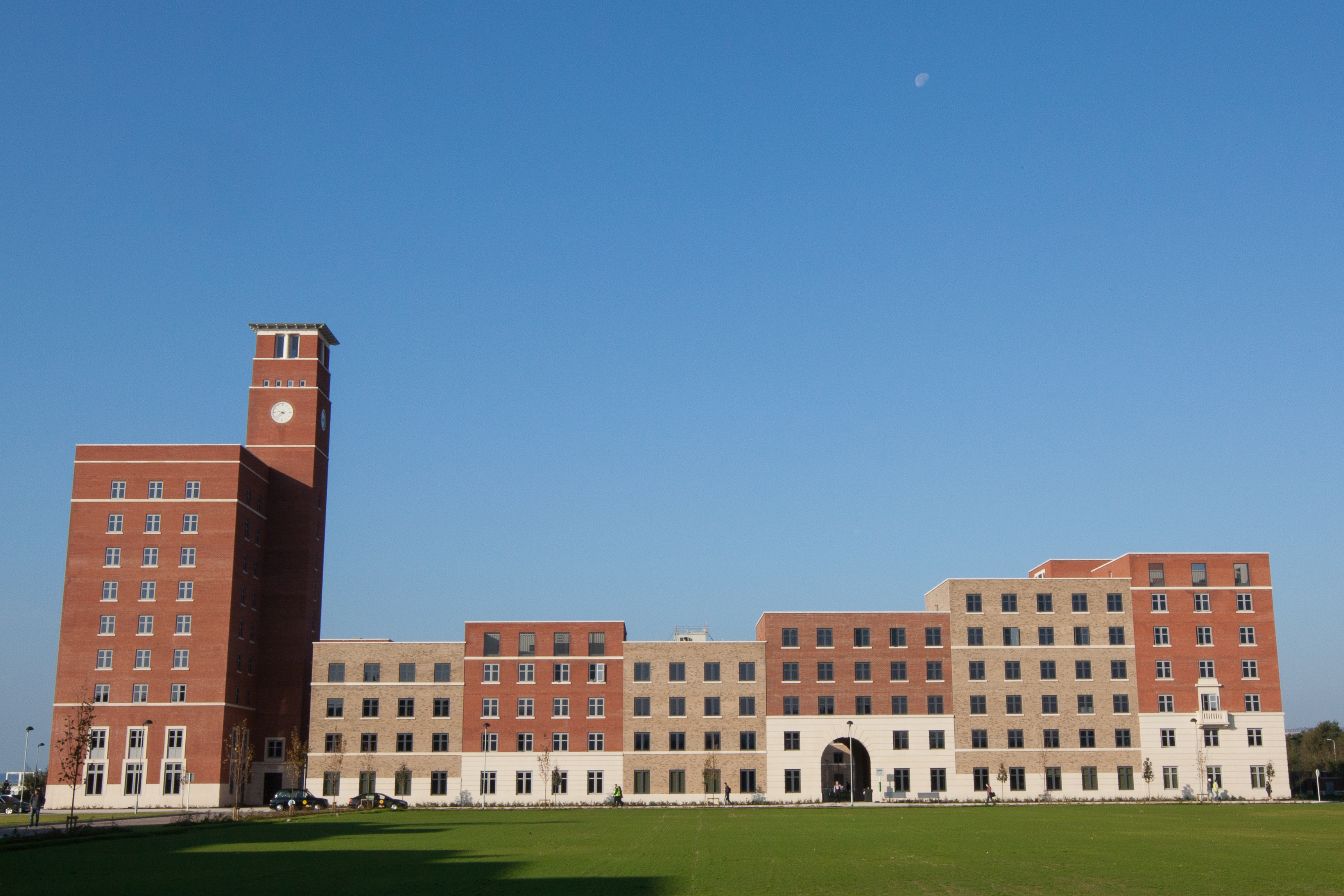

스완지 대학교(Swansea University)는 웨일스 스완지에 위치한 대학교이다.